# Mona Vangsaae
Mona Vangsaae   (Copenhaguen, 29 d'abril de 1920 - Copenhaguen, 17 de maig de 1983) va ser una ballarina, coreògrafa i instructora danesa de ballet.
Al "Royal Danish Theatre", gràcies a la seva excel·lent tècnica i la seva versatilitat dramàtica, es va convertir en solista el 1942, ocupant papers en les produccions de Bournonville i en obres dels coreògrafs danesos Nini Theilade i Harald Lander. Per a ella es van crear els papers de Julie a Romeo i Juliet i Aili de Frederick Ashton a "The Moon Reindeer" de Birgit Cullberg. Després de retirar-se dels escenaris el 1962, es va convertir en instructora dels ballets de Bournonville juntament amb el seu fill Peter.
Mona Elly Hou Vangsaae era filla del fabricant de sabates Albert Carl Hou Vangsaae (1896–1981) i de Boline Vilhelmine Elise Kappen Andersen (1898–1971). Es va casar dues vegades, primer el 1942 amb la perruquera Børge Angelo Jahncke (1911–1975), i després el 1946 amb el principal ballarí i mestre de ballet Frank Schaufuss (1921-1997). Va tenir dos fills: Liselotte (1943) i Peter (1949) que es van convertir en director artístic.
Vangsaae va assistir a l'escola de ballet del "Royal Theatre" des de sis anys. Va ser entrenada en la tradició de Bournonville per Valborg Borchsenius i Harald Lander. Va trobar un treball dur i es va anar acostumant lentament a l'escenari. Mona es va incorporar a la companyia "Royal Theatre" el 1938 i es va convertir en solista el 1942. Després de prendre nombrosos petits papers, va interpretar Teresina al Bounonville de Nàpoli i la señorita a La Ventana, però no va ser fins al 1948 que va assolir el seu punt àlgid, interpretant al carrer la ballarina a Le Beau Danube de Léonide Massine. Va actuar com a dona a Metàfora de Nini Theilade el 1950 i el 1955 a la cotot a La sonnambula de George Balanchine. Va ser particularment eficaç com Aili a The Renne de la Lluna de Birgit Cullberg el 1957.
Després de retirar-se dels escenaris el 1962, juntament amb el seu ex marit Frank Schaufuss va ser codirectora de l'Acadèmia Danesa de Dansa (Det danske ballet akademi) a "Det Ny Teater" fins al 1974. Com a coreògrafa, el 1958 va crear tant Spektrum, obra basada en el Et Nodeblad de Mozart. Va tenir especial èxit des del 1971 fins al 1973 amb la seva producció de Le Conservatoire de Bounonville per al Ballet del Festival de Londres. A finals dels anys 70 i principis dels anys 1980, va ajudar el seu fill Peter amb produccions de La Sylphide i Nàpoli a Toronto, Marsella, Stuttgart i Berlín. Més tard va ensenyar a les nenes a la Royal Ballet School de Londres fins a un mes abans de morir.

## Premis i honors
Vangsaae va ser honorada com a cavaller de l'Ordre del Dannebrog el 1953.